# Axel Laczkovics
Axel Maria Laczkovics (* 17. Juni 1946 in Wien) ist Herzchirurg und war langjähriger Direktor der Klinik für Herz- und Thoraxchirurgie am Berufsgenossenschaftlichen Universitätsklinikum Bergmannsheil in Bochum. 2010 wurde Laczkovics emeritiert.

## Leben
Axel Laczkovics wurde am 17. Juni 1946 in Wien geboren. Nach Medizinstudium und Promotion an der Universität Wien folgten mehrere Auslandsaufenthalte, so am College of Physicians & Surgeons of the Columbia University in New York, USA, an der Stanford University School of Medicine, USA und an der University of Cambridge, England. Zwischenzeitlich spezialisierte er sich auch am Herzzentrum München auf die operative Behandlung angeborener Herzfehler.
1980 wurde Laczkovics Oberarzt der II. Chirurgischen Klinik an der Universität Wien, wo er am 3. März 1984 im Team mit Ernst Wolner die erste Wiener Herztransplantation durchführte. 1990 wurde Laczkovics zum außerordentlichen Universitätsprofessor ernannt. 1992 folgte er einem Ruf an die Ruhr-Universität Bochum (primo loco). Er wurde Direktor der neuen Herz- und Thoraxchirurgie am Bergmannsheil, die er selbst aufbaute und bis zu seinem Ausscheiden führte. In dieser Zeit und danach war er auch am Aufbau einiger ausländischer Herzzentren beteiligt, unter anderem in drei Missionen in Paramaribo (Suriname), in Bagdad, Teheran und zuletzt in Sanaa (Jemen). Am 31. Oktober 2010 wurde Laczkovics emeritiert.

## Ehrungen
1990 erhielt Laczkovics den Theodor-Billrothpreis der Österreichischen Gesellschaft für Chirurgie als Koautor der Arbeit „Impacts of low dose Steroids and Prophylactic Monoclonal Antibodies on Acute Rejection in Cyclosporin- and Azathioprin-immunsuppressed Cardiac allografts“.

## Veröffentlichungen
Von Axel Laczkovics gibt es zahlreiche wissenschaftliche Arbeiten über Themen wie Herzschrittmacher-Systeme, Herzchirurgie, Experimentelle Chirurgie und Herztransplantation.
Ausgewählte Publikation:
Wolner, E.; Laczkovics, A.; Havel, M.: New Trends in Heart Transplantation.
1st Vienna Symposium on New Trends in HTX, Vienna, September 1987, Bibliotheca Cardiologica No. 43, Rome 1988, ISBN 978-3-8055-4792-5